# Bredenbock
Bredenbock ist seit 1972 ein Ortsteil der Gemeinde Göhrde im Landkreis Lüchow-Dannenberg in Niedersachsen.
Die Kapellengemeinde Bredenbock gehört zur Kirchengemeinde der St. Johannis-Kirche in Hitzacker.
In Bredenbock hat der Harlinger Bach, ein Nebenfluss der Jeetzel, seine Quelle.